# Trivial File Transfer Protocol
Trivial File Transfer Protocol, TFTP, är en enklare version av filöverföringsprotokollet File Transfer Protocol (FTP), definierat i RFC 1350. Protokollet har ingen inbyggd säkerhetskontroll och används därför typiskt endast i interna datornätverk ej öppna mot internet.
Protokollet används ofta för att ladda ner startfiler och operativsystemkärna till tunna klienter. Ett sätt att kompensera för avsaknaden av inbyggda säkerhetsmekanismer i protokollet är att jämföra de överförda filernas kontrollsummor eller underskrifter med kända värden eller nycklar.
Andra protokoll ger många fördelar, till exempel möjligheten att kontrollera filstorlek före nedladdning och filens integritet efteråt, att avbryta nedladdning eller att ladda ner endast en del av filen. TFTP är avsett att användas då minne eller CPU-kapacitet gör andra protokoll olämpliga. RFC 3617 tar kraftigt avstånd från protokollet: författaren menar att så kraftiga begränsningar nuförtiden är aktuella närmast för brödrostar, inte för nätverksapparatur.